# Chẹn thần kinh
Chẹn thần kinh hay Chẹn vùng dây thần kinh là bất kì sự ngắt có chủ đích các tín hiệu dẫn truyền theo một dây thần kinh, thường với mục đích giảm đau ở thần kinh ngoại biên. Chẹn thần kinh vô cảm tại chỗ (đôi khi được gọi ngắn gọn là "gây tê tại chỗ") là một phương pháp vô cảm thời gian ngắn, thường kéo dài vài giờ hoặc vài ngày, bằng cách tiêm một thuốc tê, một corticosteroid, hay các thuốc khác vào trong hoặc cạnh dây thần kinh. Chẹn tiêu hủy thần kinh, phương pháp phá hủy tạm thời có chủ đích các sợi thần kinh bằng cách đưa hóa chất, nhiệt, hoặc lạnh, tạo ra một nút chẹn duy trì trong nhiều tuần, nhiều tháng hoặc vĩnh viễn. Cắt bỏ dây thần kinh, cắt ngang hay lấy bỏ một dây hay đoạn của dây thần kinh, thường có tác dụng chẹn vĩnh viễn. Tuy nhiên bởi vì việc cắt bỏ một dây thần kinh cảm giác thường gây ra sự xuất hiện của cơn đau mới nặng hơn vài tháng sau, nên phẫu thuật cắt bỏ dây thần kinh cảm giác hiếm khi được thực hiện.
Khái niệm chẹn thần kinh đôi khi bao gồm cả chẹn thần kinh trung ương, tức là bao gồm cả gây tê tủy sống và gây tê ngoài màng cứng.